# دریاچه ساری-چلک
دریاچه ساری-چلک (به لاتین: Lake Sary-Chelek) یک دریاچه در قرقیزستان است که در استان جلال‌آباد واقع شده‌است.